# East of Scotland Shield
L'East of Scotland Shield è un trofeo di calcio scozzese assegnato dalla East of Scotland Football Association.
L'unica competizione di coppa più antica nel calcio scozzese è la Scottish Cup. Il torneo è il terzo più antico del calcio mondiale ancora disputato ogni anno, dopo la FA Cup e la Scottish Cup.
La competizione era inizialmente conosciuta come Edinburgh FA Cup . Hibernian vinse la Coppa a titolo definitivo vincendola in tre anni consecutivi dal 1879 al 1881, il che significava che fu ribattezzata East of Scotland Shield.
La competizione era un torneo a eliminazione diretta per squadre di calcio con sede a Edimburgo.
Heart e Hibernian, tradizionalmente i club più forti della zona, hanno disputato la maggior parte delle finali. Il calo delle presenze ha fatto sì che la competizione non fosse più disputata dopo il 1989-90 come coppa per adulti. È continuato come un torneo giovanile ed è stato ripreso nel 2004 come partita annuale una tantum tra le squadre giovanili di Heart e Hibernian, fungendo da raccolta fondi per la East of Scotland Football Association.

## Albo d'oro
| Stagione  | Vincitore                      | Risultato                   | Finalista                      |
| --------- | ------------------------------ | --------------------------- | ------------------------------ |
| 1875-76   | 3rd Edinburgh Rifle Volunteers | 6–0                         | Edinburgh Thistle              |
| 1876-77   | Edinburgh Thistle              | 3-0                         | 3rd Edinburgh Rifle Volunteers |
| 1877–78   | Heart of Midlothian            | 3–2                         | Hibernian                      |
| 1878–79   | Hibernian                      | 2–0                         | Heart of Midlothian            |
| 1879–80   | Hibernian                      | 5–0                         | Dunfermline                    |
| 1880–81   | Hibernian                      | 1–0                         | St Bernard's                   |
| 1881–82   | Hibernian                      | 4–2                         | St Bernard's                   |
| 1882–83   | Edinburgh University           | 3-0                         | Hibernian                      |
| 1883–84   | Hibernian                      | 7–0                         | St Bernard's                   |
| 1884–85   | Hibernian                      | 3–2                         | Edinburgh University           |
| 1885–86   | Hibernian                      | 4–1                         | St Bernard's                   |
| 1886–87   | Hibernian                      | 3–0                         | Heart of Midlothian            |
| 1887–88   | Mossend Swifts                 | 5–3                         | Hibernian                      |
| 1888–89   | Heart of Midlothian            | 5–2                         | Leith Athletic                 |
| 1889–90   | Heart of Midlothian            | 2–0                         | Leith Athletic                 |
| 1890–91   | Heart of Midlothian            | 3–0                         | Armadale                       |
| 1891–92   | Heart of Midlothian            | 2–0                         | St Bernard's                   |
| 1892–93   | Heart of Midlothian            | 3–1                         | St Bernard's                   |
| 1893–94   | Heart of Midlothian            | 4–2                         | Leith Athletic                 |
| 1894–95   | Bo'ness                        | 4-0                         | Adventurers                    |
| 1895–96   | Mossend                        | 4-1                         | Polton Vale                    |
| 1896–97   | St Bernard's                   | 3-2                         | Cowdenbeath                    |
| 1897–98   | Heart of Midlothian            | 2–0                         | Leith Athletic                 |
| 1898–99   | Heart of Midlothian            | 1–0                         | Hibernian                      |
| 1899–1900 | Hibernian                      | 3–0                         | Heart of Midlothian            |
| 1900–01   | Leith Athletic                 | 3–2                         | Heart of Midlothian            |
| 1901–02   | Heart of Midlothian            | 2–1                         | Hibernian                      |
| 1902–03   | Hibernian                      | 4–3                         | Leith Athletic                 |
| 1903–04   | Heart of Midlothian            | 7–2                         | St Bernard's                   |
| 1904–05   | Hibernian                      | 1–0                         | Heart of Midlothian            |
| 1905–06   | Heart of Midlothian            | 2–1                         | Hibernian                      |
| 1906–07   | Heart of Midlothian            | 1–0                         | Leith Athletic                 |
| 1907–08   | Hibernian                      | 2–1                         | Leith Athletic                 |
| 1908–09   | Hibernian                      | 1–0                         | Heart of Midlothian            |
| 1909–10   | Heart of Midlothian            | 1–1                         | St Bernard's                   |
| 1910–11   | Hibernian                      | 3–0                         | Leith Athletic                 |
| 1911–12   | Hibernian                      | 2–0                         | St Bernard's                   |
| 1912–13   | Hibernian                      | 3–2                         | St Bernard's                   |
| 1913–14   | Heart of Midlothian            | 1–0                         | Hibernian                      |
| 1914–15   | Heart of Midlothian            | 1–0                         | Hibernian                      |
| 1915–17   |                                |                             |                                |
| 1917–18   | Hibernian                      | 5 – 1 agg                   | Heart of Midlothian            |
| 1918–19   | Heart of Midlothian            | 3 – 1 agg                   | Hibernian                      |
| 1919–20   | Heart of Midlothian            | 3–1                         | Hibernian                      |
| 1920–21   | Hibernian                      | 1–0                         | Heart of Midlothian            |
| 1921–22   | Hibernian                      | 3–2                         | St Bernard's                   |
| 1922–23   | Hibernian                      | 2–1                         | Heart of Midlothian            |
| 1923–24   | Hibernian                      | 2–1                         | Heart of Midlothian            |
| 1924–25   | Hibernian                      | 3–0                         | Leith Athletic                 |
| 1925–26   | Hibernian                      | 2–1                         | Heart of Midlothian            |
| 1926–27   | Heart of Midlothian            | 5–1                         | Hibernian                      |
| 1927–28   | Hibernian                      | 2–1                         | Heart of Midlothian            |
| 1928–29   | Hibernian                      | 3–2                         | Heart of Midlothian            |
| 1929–30   | Heart of Midlothian            | 1–1                         | Hibernian                      |
| 1930–31   | Heart of Midlothian            | 5–4                         | Hibernian                      |
| 1931–32   | Heart of Midlothian            | 5–1                         | St Bernard's                   |
| 1932–33   | Heart of Midlothian            | 4–0                         | Hibernian                      |
| 1933–34   | Heart of Midlothian            | 4–0                         | Hibernian                      |
| 1934–35   | Hibernian                      | 4–2                         | Heart of Midlothian            |
| 1935–36   | Heart of Midlothian            | 3–1                         | St Bernard's                   |
| 1936–37   | Heart of Midlothian            | 6–2                         | Hibernian                      |
| 1937–38   | Hibernian                      | 4–0                         | Heart of Midlothian            |
| 1938–39   | Hibernian                      | 3–1                         | Heart of Midlothian            |
| 1939–40   | Heart of Midlothian            | 3–2                         | Hibernian                      |
| 1940–41   | Non disputata                  | Non disputata               | Non disputata                  |
| 1941–42   | Heart of Midlothian            | 3–2                         | Hibernian                      |
| 1942–43   | Hibernian                      | 3–2                         | Heart of Midlothian            |
| 1943–44   | Heart of Midlothian            | 2–1                         | Hibernian                      |
| 1944–45   | Hibernian                      | 3–1                         | Heart of Midlothian            |
| 1945–46   | Heart of Midlothian            | 3–2                         | Hiberniano                     |
| 1946–47   | Hibernian                      | 2–1                         | Heart of Midlothian            |
| 1947–48   | Hibernian                      | 3–0                         | Heart of Midlothian            |
| 1948–49   | Hibernian                      | 2–1                         | Heart of Midlothian            |
| 1949–50   | Non disputata                  | Non disputata               | Non disputata                  |
| 1950–51   | Non disputata                  | Non disputata               | Non disputata                  |
| 1951–52   | Hibernian                      | 3–0                         | Heart of Midlothian            |
| 1952–53   | Hibernian                      | 4–2                         | Heart of Midlothian            |
| 1953–54   | Heart of Midlothian            | 1–0                         | Hibernian                      |
| 1954–55   | Heart of Midlothian            | 4–3                         | Hibernian                      |
| 1955–56   | Heart of Midlothian            | 2–1                         | Hibernian                      |
| 1956–57   | Hibernian                      | 2–1                         | Heart of Midlothian            |
| 1957–58   | Heart of Midlothian            | 3–0                         | Hibernian                      |
| 1958–59   | Hibernian                      | 2–0                         | Heart of Midlothian            |
| 1959–60   | Hibernian                      | 3–2                         | Heart of Midlothian            |
| 1960–61   | Hibernian                      | 4–2                         | Heart of Midlothian            |
| 1961–62   | Heart of Midlothian            | 3–1                         | Hibernian                      |
| 1962–63   | Hibernian                      | 2–0                         | Heart of Midlothian            |
| 1963–64   | Heart of Midlothian            | 3–0                         | Hibernian                      |
| 1964–65   | Heart of Midlothian            | 3–1                         | Hibernian                      |
| 1965–66   | Heart of Midlothian            | 4–2                         | Hibernian                      |
| 1966–67   | Hibernian                      | 2–1                         | Heart of Midlothian            |
| 1967–68   | Hibernian                      | 1–0                         | Heart of Midlothian            |
| 1968–69   | Heart of Midlothian            | 2–1                         | Hibernian                      |
| 1969–70   | Heart of Midlothian            | 3–2                         | Hibernian                      |
| 1970–71   | Hibernian                      | 1–0                         | Heart of Midlothian            |
| 1971–72   | Competition was uncompleted    | Competition was uncompleted | Competition was uncompleted    |
| 1972–73   | Heart of Midlothian            | 2-1                         | Berwick Rangers                |
| 1973–74   | Heart of Midlothian            | 3–0                         | Berwick Rangers                |
| 1974–75   | Heart of Midlothian            | 2–1                         | Hibernian                      |
| 1975–76   | Heart of Midlothian            | 8–0                         | Meadowbank Thistle             |
| 1976–77   | Hibernian                      | 1–0                         | Heart of Midlothian            |
| 1977–78   | Hibernian                      | 4–0                         | Meadowbank Thistle             |
| 1978–79   | No competition held            | No competition held         | No competition held            |
| 1979–80   | Hibernian                      | 2–2                         | Heart of Midlothian            |
| 1980–81   | Berwick Rangers                | 6 – 1                       | Meadowbank Thistle             |
| 1981–82   | Heart of Midlothian            | 5–0                         | Meadowbank Thistle             |
| 1982–83   | Hibernian                      | 2–2                         | Berwick Rangers                |
| 1983–84   | Berwick Rangers                | 2–1                         | Meadowbank Thistle             |
| 1984–85   | No competition held            | No competition held         | No competition held            |
| 1985–86   | Heart of Midlothian            | 2–1                         | Hibernian                      |
| 1986–87   | Hibernian                      | 2–0                         | Heart of Midlothian            |
| 1987–88   | Heart of Midlothian            | 5–1                         | Hibernian                      |
| 1988–89   | Heart of Midlothian            | 3–3                         | Hibernian                      |
| 1989–90   | Hibernian                      | 0–0                         | Heart of Midlothian            |
| 1990–91   | Hibernian                      | 3–0                         | Heart of Midlothian            |
| 1991–92   | Hibernian                      | 0–0                         | Heart of Midlothian            |
| 1992–93   | Heart of Midlothian            | 1–0                         | Hibernian                      |
| 1993–94   | Hibs                           | 2 - 1                       | Hearts                         |
| 1994–95   | Heart of Midlothian            | 1–1                         | Hibernian                      |
| 1995–96   | Hibernian                      | 1–0                         | Heart of Midlothian            |
| 1997–98   | Heart of Midlothian            | 0–0                         | Hibernian                      |
| 2001–02   | Heart of Midlothian            | 3-1                         | Hibernian                      |
| 2002–03   | Heart of Midlothian            | 2-0                         | Hibernian                      |
| 2003–04   | Hibernian                      | 3–1                         | Heart of Midlothian            |
| 2004–05   | Hibernian                      | 3–1                         | Heart of Midlothian            |
| 2005–06   | Hibernian                      | 4–2                         | Heart of Midlothian            |
| 2006–07   | Hibernian                      | 3–2                         | Heart of Midlothian            |
| 2007–08   | Non disputata                  |                             |                                |
| 2008–09   | Hibernian                      | 1–1                         | Heart of Midlothian            |
| 2009–10   | Hibernian                      | 2–1                         | Heart of Midlothian            |
| 2010–11   | Hibernian                      | 2–1                         | Heart of Midlothian            |
| 2011–12   | Hibernian                      | 2–2                         | Heart of Midlothian            |
| 2012–13   | Hibernian                      | 3–0                         | Heart of Midlothian            |
| 2013–14   | Hibernian                      | 2–0                         | Heart of Midlothian            |
| 2014–15   | Heart of Midlothian            | 3–1                         | Hibernian                      |
| 2015–16   | Heart of Midlothian            | 2–1                         | Hibernian                      |

### Vittorie per squadra
- Heart: 60 vittorie
- Hibernian: 60 vittorie
- Berwick Rangers, Mossend Swifts 2 vittorie
- 3rd Edinburgh Rifle Volunteers, St Bernard's, Leith Athletic, Bo'ness, Edinburgh University, Edinburgh Thistle 1 vittoria